# 俄羅斯的瑪麗亞·尼古拉耶芙娜女大公 (1899年—1918年)
瑪麗亞·尼古拉耶芙娜女大公（俄语：Великая Княжна Мария Николаевна，1899年6月26日—1918年7月17日）是俄羅斯帝國末代皇帝尼古拉二世與妻子黑森-達姆施塔特的艾莉克絲第三個女兒。她於俄國爆發十月革命後遭到布爾什維克軍隊逮捕，最後遭到处决。
瑪麗亞·尼古拉耶芙娜跟隨著她的姊姊於第一次世界大戰時成為紅十字會的護士，雖然實際上她並沒有照顧受傷的士兵，而是成為醫院的贊助者。在她的一生中，她與士兵的接觸相當頻繁。多情的瑪麗亞·尼古拉耶芙娜從童年開始就對於許多青年男子懷抱著愛慕之情。她也希望結婚並擁有一個大家庭。
瑪麗亞·尼古拉耶芙娜的妹妹也就是著名的阿纳斯塔西娅·尼古拉耶芙娜，她在尼古拉二世全家遭到暗殺後，下落不明將近90年之久，但後來也出現尼古拉二世全家唯一存活下來的人其實是瑪麗亞·尼古拉耶芙娜的說法。 在1991年，葉卡捷琳堡附近的墳墓中發現了尼古拉二世夫婦及其三位女兒的遺體，尚未發現皇儲與剩下一位女兒。俄羅斯學者在2007年發現其他遺體，後續的DNA分析證明尼古拉二世全家在1918年確實全部遭到处决。

## 生活與個性

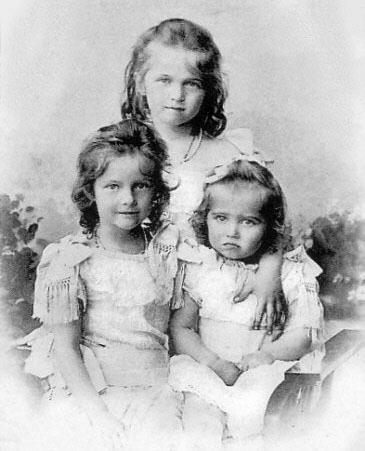
一幅1901年官方的肖像照，照片中為瑪麗亞·尼古拉耶芙娜與姊姊奧麗加·尼古拉耶芙娜及塔季揚娜·尼古拉耶芙娜

當時的人們形容瑪麗亞·尼古拉耶芙娜是一個漂亮且輕浮的女孩，身材圓潤，擁有淡棕色的頭髮與寬大的藍眼睛（在尼古拉二世家庭中被稱為「瑪麗亞·尼古拉耶芙娜的杏眼」）。她的法语家庭導師皮埃爾·吉威德說瑪麗亞·尼古拉耶芙娜身材高大，發育良好，擁有紅潤的臉頰，而塔蒂亞娜·沃青娜認為瑪麗亞的眼睛傳達出「溫柔與文靜」的性情。嬰幼兒時期的瑪麗亞·尼古拉耶芙娜被比喻為一位波提切利的天使。弗拉基米尔·亚历山德罗维奇大公則因為她本性善良而暱稱她為「和藹可親的的寶貝」。

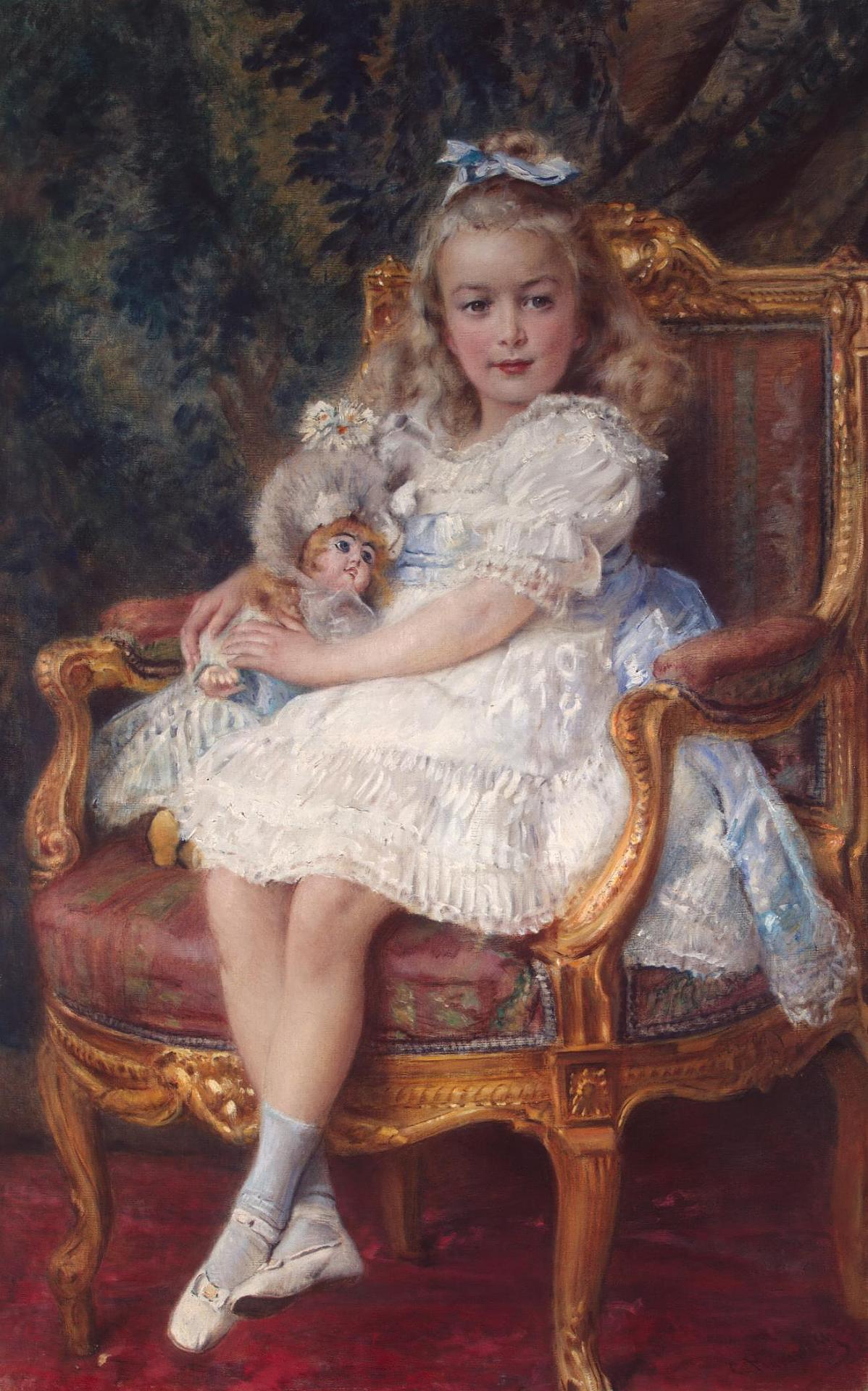
1906年的瑪麗亞·尼古拉耶芙娜女大公

童年時期的小瑪麗亞·尼古拉耶芙娜曾經在沐浴時逃走，然後在宮殿走廊到處亂跑，因為當時照顧她的愛爾蘭護士瑪格麗塔·伊格（Margaretta Eagar）喜愛政治，正與一位朋友在討論屈里弗斯事件因此分心。她的姑姑奧麗加·亞歷山德羅夫娜女大公回憶說：「幸運的是，我當時正好在那裏，於是我把她抱回去給伊格小姐，當時她仍在談論屈里弗斯事件」。
瑪格麗塔·伊格在她自己的回憶錄中寫道:「她的姐姐反對讓瑪利亞·尼古拉耶芙娜參與他們的遊戲，曾經提到要把瑪麗亞·尼古拉耶芙娜當作他們的「繼妹」，因為她是如此優秀，從來沒有犯什麼錯。但是脾氣溫和的瑪麗亞·尼古拉耶芙娜也曾惡作劇過，她小時候曾經從母親的茶几偷了一些餅乾。為了懲罰她的搞怪行為，保姆和亞歷山德拉建議將她送上床，但是遭到尼古拉二世反對，他說：“我一直害怕她長出翅膀，我很高興她只是一個人類的小孩。“伊格說，瑪麗亞·尼古拉耶芙娜非常愛她的父親，她經常試圖從幼兒室裡逃走「去找爸爸」。當沙皇因傷寒身體不適時，瑪麗亞·尼古拉耶芙娜每天晚上會親吻沙皇的小型肖像 。
瑪麗亞·尼古拉耶芙娜與妹妹阿納斯塔西婭·尼古拉耶芙娜在家中被看作是「年幼組」。他們兩個住在同一個房間，經常穿著相同的服裝，而且大部分的時間也相處在一起。而姊姊奧爾嘉·尼古拉耶芙娜與塔季揚娜·尼古拉耶芙娜也住在同一個房間，她們則被家人稱為「年長組」。這四個姐妹有時會在信上署名「OTMA」，這是以她們教名的第一個字母所組成的一個暱稱。
除了阿納斯塔西婭·尼古拉耶芙娜以外，瑪麗亞還有三位手足，包括奧麗加·尼古拉耶芙娜、塔季揚娜·尼古拉耶芙娜與阿列克謝·尼古拉耶芙娜皇儲。瑪麗亞·尼古拉耶芙娜的頭銜是「女大公」，意為皇女殿下，表示她的地位比歐洲其他的公主還要高，因為她們的頭銜只是公主殿下。女大公（Великая Княжна）也是目前最廣泛的說法。但是因為沙皇夫婦希望使用儉樸的方式來養育瑪麗亞·尼古拉耶芙娜與她的兄弟姐妹，所以即使是僕人都會用她的名字加上父名來稱呼瑪麗亞·尼古拉耶芙娜女大公為瑪麗亞·尼古拉耶芙娜。她也會被稱「瑪麗」（Marie）或者俄羅斯語的綽號「瑪莎」或「瑪莎卡」。

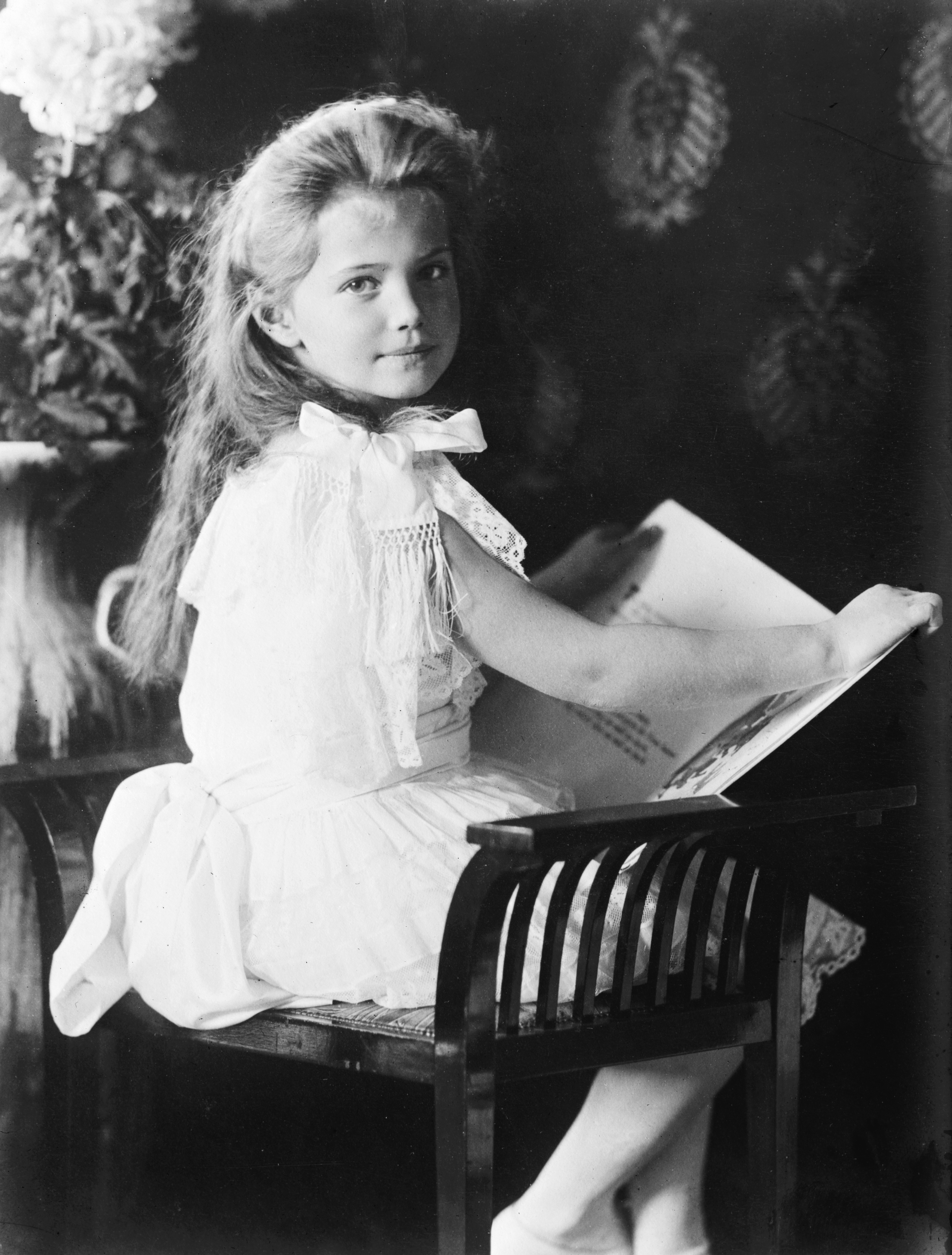
1906年一張瑪麗亞·尼古拉耶芙娜正式的肖像

瑪麗亞·尼古拉耶芙娜和阿納斯塔西婭·尼古拉耶芙娜會在特殊場合穿著同樣的服裝，他們也擁有許多相同的衣服。她妹妹阿納斯塔西婭·尼古拉耶芙娜散發出的熱情與幹勁往往影響到她。每當阿納斯塔西婭·尼古拉耶芙娜絆倒走過的人們或戲弄他人時，瑪麗亞·尼古拉耶芙娜總是向他們道歉，雖然她永遠無法阻止她的妹妹。瑪麗亞·尼古拉耶芙娜個性純樸，心地善良，所以她有時候比她的姐妹們更受到人們歡迎，也因此獲得「肥胖的小狗」這個暱稱。在1910年，她14歲的姊姊奧爾加·尼古拉耶芙娜說服10歲的瑪麗亞·尼古拉耶芙娜寫了一封信給母親，要求母親給奧爾加·尼古拉耶芙娜一間她自己的房間，讓她可以擺放衣服。瑪麗亞·尼古拉耶芙娜後來則試圖說服她的母親這封信是她自己想寫的。她母親的朋友莉莉·傑恩（俄语：Лили Ден）說：「雖然瑪麗亞·尼古拉耶芙娜並不像她的三個姐妹那樣活潑，但是她知道她有自己的想法。」瑪麗亞·尼古拉耶芙娜有繪畫及素描的天賦，而且總是使用左手，但是她也對功課不感興趣。她的身體出人意料的強壯，有時頑皮的瑪麗亞·尼古拉耶芙娜可以將法國導師的身體抬離地面。雖然她的脾氣相當溫和，但有時候卻相當固執，偶爾也會偷懶。她的母親在一封信中抱怨說瑪麗亞·尼古拉耶芙娜對於激怒她的人會發怒並「咆哮」。瑪麗亞·尼古拉耶芙娜的喜怒無常正好與她月經週期互相吻合，而亞歷山德拉·費奧多羅芙娜皇后與她的女兒則稱經期來臨為「貝克爾夫人」的拜訪。
年輕的瑪麗亞·尼古拉耶芙娜喜歡跟她在宮殿裡及家庭度假時所遇到的年輕士兵互相調情。她特別喜歡孩子，如果她不是一位女大公的話，瑪麗亞·尼古拉耶芙娜會願意嫁給一位俄羅斯士兵，共同組成一個大家庭。根據瑪格麗塔·伊格的敘述，瑪麗亞從很小的時候就很喜歡士兵：
|  | 有一天，小瑪麗·尼古拉耶芙娜大公看著窗外一群行軍的士兵叫道：「噢，我愛這些可愛的士兵，我想要親吻他們每一個人！」我說：「瑪麗·尼古拉耶芙娜，好的小女孩是不會親吻士兵的。」幾天之後我們舉行一個小孩聚會，康斯坦丁大公的孩子們也是賓客。康斯坦丁大公其中一小孩已經12歲了，是一位軍校生，而且穿著他的制服前來。他想親吻他的小表妹瑪麗亞·尼古拉耶芙娜，但是她把手放在嘴上，並從他的擁抱中掙脫。「走開，士兵」她以非常莊嚴的態度說：「我不會親吻士兵的。」這名男童非常高興被當成一個真正的軍人，並沒有因此發笑。 |

英國海軍元帥路易斯·蒙巴頓，第一代緬甸的蒙巴頓伯爵年輕時曾對瑪麗亞·尼古拉耶芙娜抱持好感，直到他在1979年遭到暗殺為止，他的床邊都擺放著一張瑪麗亞·尼古拉耶芙娜照片來紀念她。
根據亞歷山德拉皇后的信件顯示，瑪麗亞·尼古拉耶芙娜這個在家中排行在中間的孩子，有時與姊姊分開時會感到不安，她會擔心父母更喜歡其他孩子。亞歷山德拉皇后安慰她，她就像瑪麗亞·尼古拉耶芙娜的兄弟姐妹一樣愛她。瑪麗亞·尼古拉耶芙娜11歲的時候顯然對一位認識的年輕男子產生痛苦的深戀感（limerence），亞歷山德拉在1910年12月6日曾對瑪麗亞·尼古拉耶芙娜說：「請不要對他講太多你的想法，就像我們的朋友說一樣」。亞歷山德拉勸她的三女兒隱藏自己的感情，因為其他人可能批評她的感情。「當一個人知道心理感覺不恰當的時候，不能讓別人知道。我知道他喜歡將你當作小妹妹，想要幫你不要太緊張，因為他知道你這位小女大公，絕不可能如此關心他。」

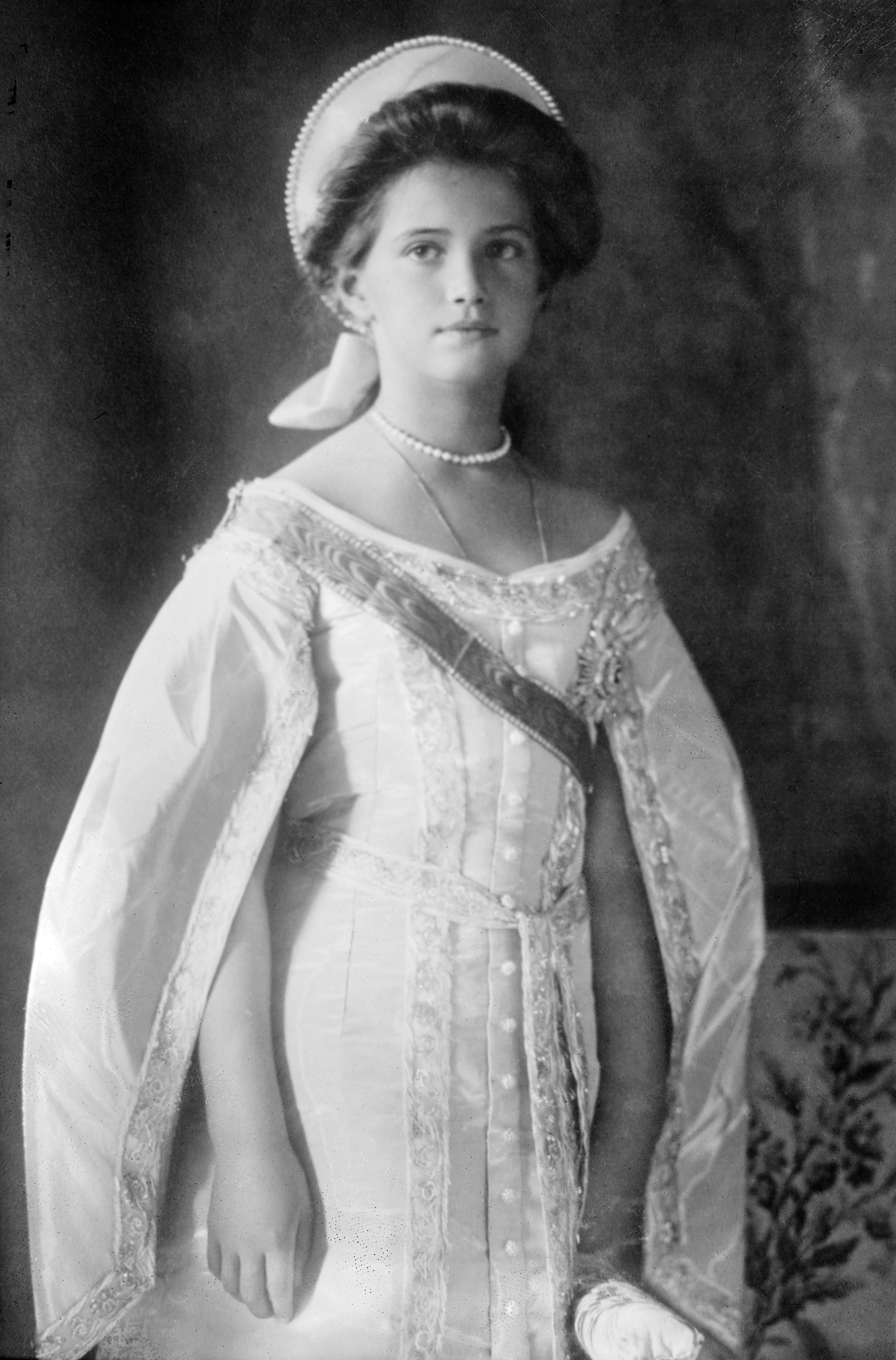
穿著正式服裝的瑪麗亞·尼古拉耶芙娜女大公，攝於1910年

瑪麗亞·尼古拉耶芙娜就像家庭其他成員一樣，溺愛著皇室期待已久的繼承人阿列克谢·尼古拉耶维奇·罗曼诺夫（也被稱為「寶貝」），他頻繁的受到血友病的摧殘而且幾次瀕臨死亡。亞歷山德拉皇后信賴神秘主義者格里高利·葉菲莫維奇·拉斯普京，因為她認為他多次用祈禱拯救了虛弱的阿列克謝，拉斯普京是一位俄羅斯的農夫與精神導師，後來被稱為「聖人」。亞歷山德拉皇后教導瑪麗亞與她的手足將拉斯普京視為「我們的朋友」，並信任他。沙皇尼古拉二世在1907年秋季曾經護送瑪麗亞·尼古拉耶芙娜的姑媽奧麗加·亞歷山德羅夫娜到托兒所來迎接拉斯普京，而瑪麗亞·尼古拉耶芙娜、她的幾個姊姊與弟弟當時都穿著白色的長睡袍。後來奧麗加·尼古拉耶芙娜回憶：「所有的小孩似乎都喜歡他」、「他們與拉斯普京在一起時是非常自在的」。
拉斯普京與尼古拉二世孩子之間的友誼可以從他發送給他們的信息中得到證明。「我親愛的瑪麗亞·尼古拉耶芙娜！」拉斯普京在1908年發了一封電報給9歲的瑪麗亞·尼古拉耶芙娜，「告訴我你對大海與大自然有什麼想法！我想念你樸實的靈魂。我們很快就會見面！給妳一個大大的親吻。」在第二個電報中，拉斯普京告訴這個孩子，「我親愛的瑪麗亞·尼古拉耶芙娜！我的小朋友！願上帝幫助您得到智慧和喜悅。這個世界就像這一天一樣，你看現在已經是傍晚了，因此這個世界受到上帝的照護。」在1909年2月拉斯普京寄給他們的一封電報中建議他們：「去愛上帝全部的天性，所有創造出的東西，特別是這個世界；而祂的母親總是忙著刺繡與照顧花朵。」

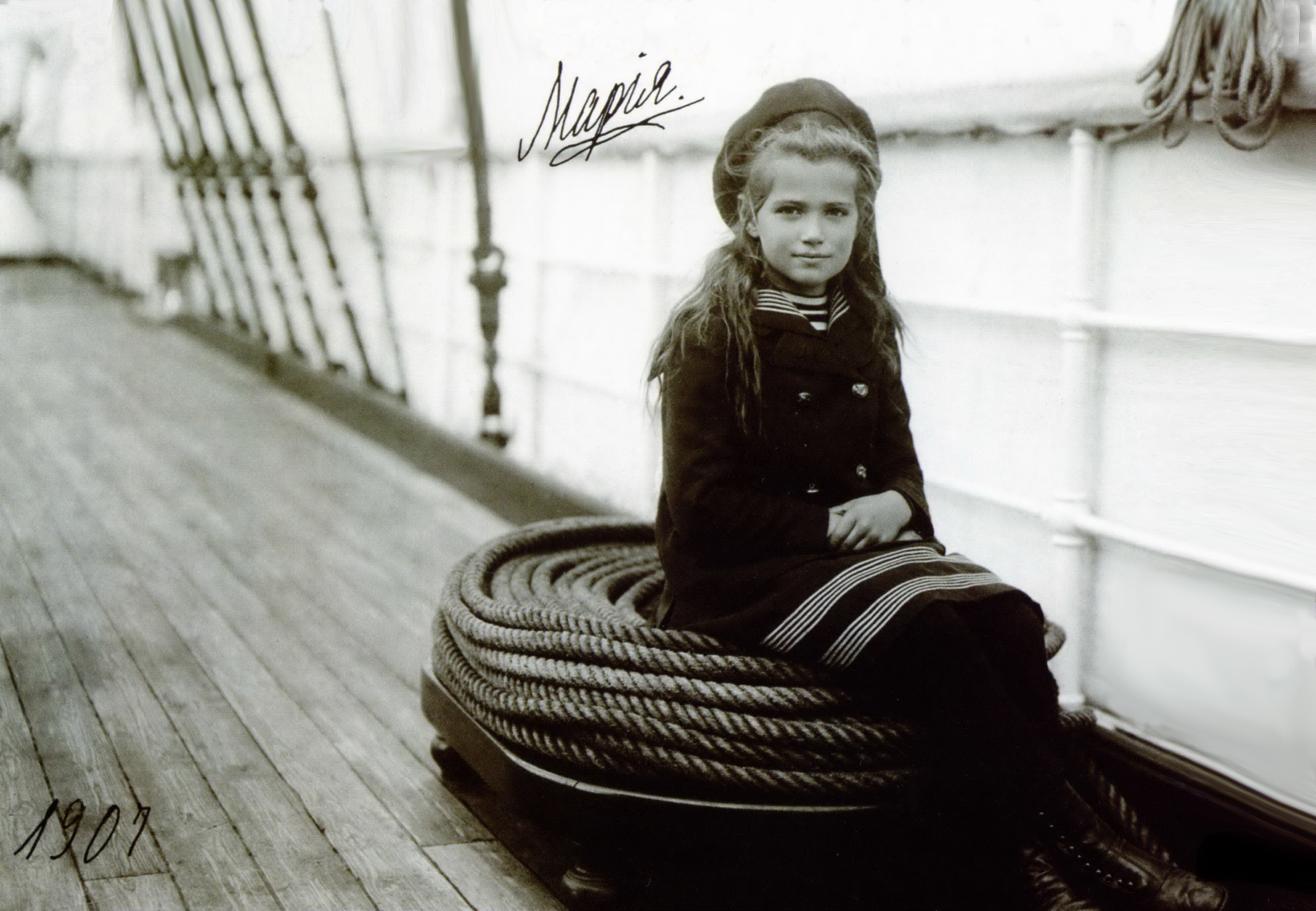
搭乘皇室遊艇北极星的瑪麗亞·尼古拉耶芙娜，1907年

然而有一位家庭教師蘇菲亞（俄语：София Ивановна）在1910年對於拉斯普京被允許進入幼兒室感到害怕，因為當時四位女大公穿著長睡袍，所以她不讓他進去。尼古拉二世後來要求拉斯普京以後避免進入幼兒室。女大公們明白這種緊張的狀況，而且害怕母親將會對蘇菲亞的行為感到生氣。「我感到如此害怕，蘇菲亞會說我們的朋友沒有那麼好」，阿納斯塔西婭·尼古拉耶芙娜的12歲的姊姊塔季揚娜·尼古拉耶芙娜在1910年3月8日寫信給母親說道：「希望現在我們的褓母可以對我們的朋友好一點 」。後來亞歷山德拉皇后開除了蘇菲亞。
蘇菲亞將這件事告訴這個家庭的其他成員，他們則對於這件事感到震驚，雖然拉斯普京拜訪這些小孩本來就完全是合法的。蘇菲亞告訴尼古拉二世的妹妹齊娜·亞歷山德拉女大公（俄语：Ксения Александровна Романова）：拉斯普京總會在他們就寢前前去與奧麗加·尼古拉耶芙娜及塔季揚娜·尼古拉耶芙娜聊天，並且擁抱她們。齊娜·亞歷山德拉女大公在1910年3月15日寫下她無法理解「……亞歷山德拉皇后與這些小孩對這個邪惡拉斯普京（他們認為他幾乎是位聖人，但事實上他只是一個異端（俄語：Хлысты）！）的態度……」蘇菲亞說她們被告誡不要與她談論到拉斯普京，而且隱瞞他拜訪幼兒室的事。這些事相當無法讓人相信與理解。

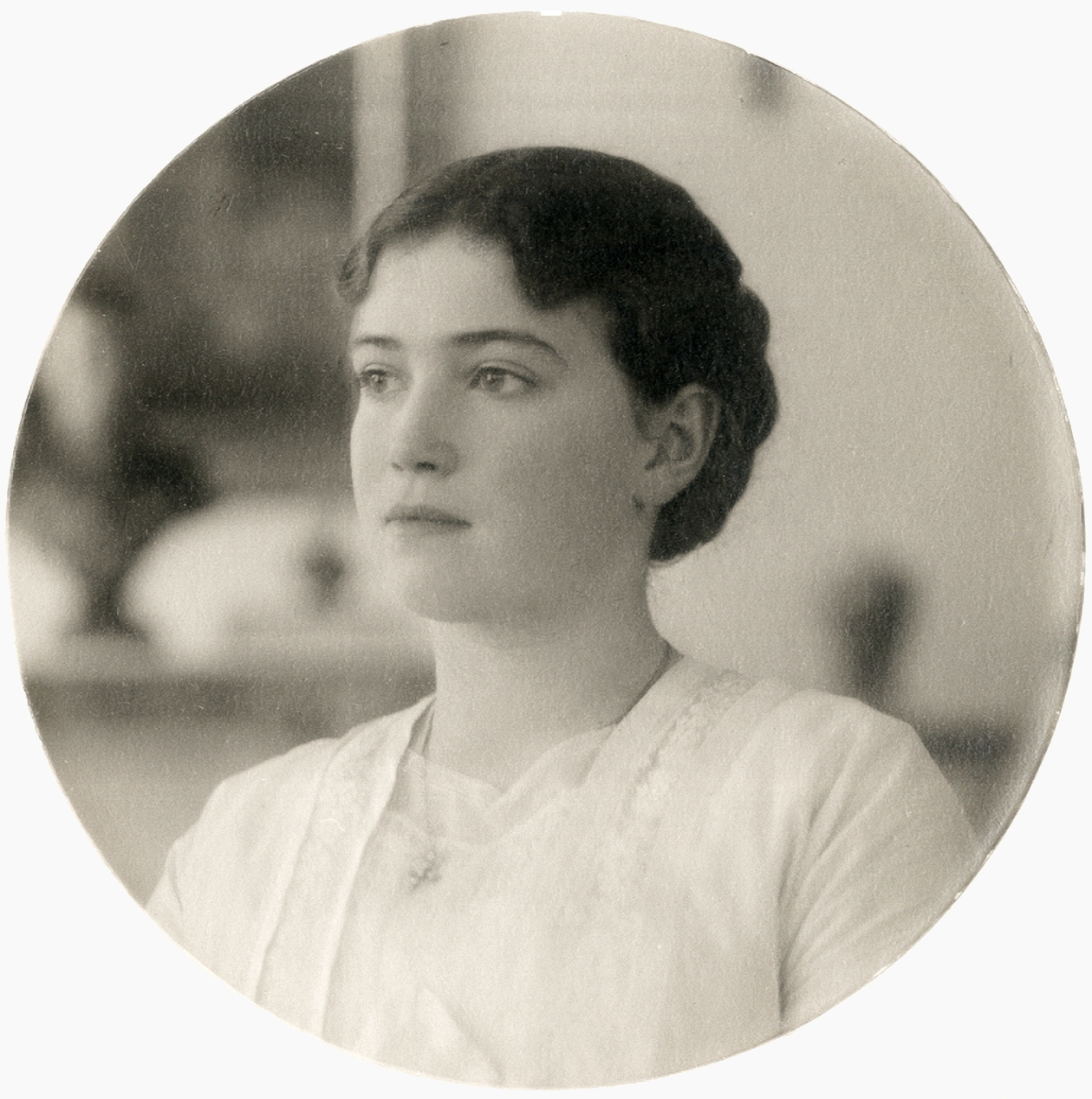
瑪麗亞·尼古拉耶芙娜女大公，拍攝於1914年

另外一位家庭教師瑪莉亞·伊凡諾夫娜·維希尼亞可娃在1910年春天宣稱拉斯普亭曾經強暴她。瑪莉亞·尼古拉耶芙娜說皇后拒絕相信她的說詞，而且堅持「拉斯普亭從頭到腳都是無暇的」 。奧麗加·亞歷山德羅夫娜女大公得知他們已經對瑪莉亞·尼古拉耶芙娜的指控展開調查，但是以「他們在床上抓到瑪莉亞·尼古拉耶芙娜與一名哥薩克的皇帝警衛在一起」來處理。瑪莉亞·尼古拉耶芙娜在控告拉斯普亭後，被禁止與拉斯普亭會面，她最後在1913年被開除 。
然而有謠言說拉斯普亭不只是跟亞歷山德拉·費奧多蘿芙娜皇后發生關係，也包括尼古拉二世的四個女兒 ，這些謠言最後變成了耳語流傳在社會上。後來因為亞歷山德拉·費奧多蘿芙娜皇后與四位女大公寫給拉斯普亭的信被拉斯普亭公佈出來，雖然內容相當純潔，不過卻讓這些流言蜚語更加熱烈地傳遍了整個社會。這個謠言緊接著被人們以色情卡通的方式廣為流傳，描述拉斯普京與亞歷山德拉·費奧多蘿芙娜皇后、四位女大公與宮女安娜·維路包娃（Вы́рубова А́нна Алекса́ндровна）都發生了關係。因為亞歷山德拉·費奧多蘿芙娜皇后對於這些傳聞非常不悅，所以尼古拉二世命令拉斯普京離開聖彼得堡一段時間，於是拉斯普京前往以色列進行朝聖之旅。儘管出現這些謠言，尼古拉二世一家直到拉斯普京在1916年12月17日去世之前還是與他持續往來。皇后在1916年12月6日寫給尼古拉二世道：「我們的朋友對我們的女兒們是如此的滿意，他說她們已經通過了對她們年紀來說相對沉重的課題，她們的靈魂也成長了很多。」
在A·A·莫爾德維諾夫（A.A.Мордвинов）的回憶錄中，四位女大公在得知拉斯普京死訊的當天晚上感到非常的心煩意亂及冷淡，而且在臥室的沙發上「縮成一團」。莫爾德維諾夫憶起當時這四位女大公的心情是相當陰沉的而且似乎感覺到政治劇變即將來臨。亞歷山德拉·費奧多蘿芙娜皇后與四位女大公將拉斯普京與倒反的雕像一同埋葬，瑪麗亞·尼古拉耶芙娜在1916年12月21日出席拉斯普京的葬禮，尼古拉二世一家還計畫在他的墓地上建造一間教堂。

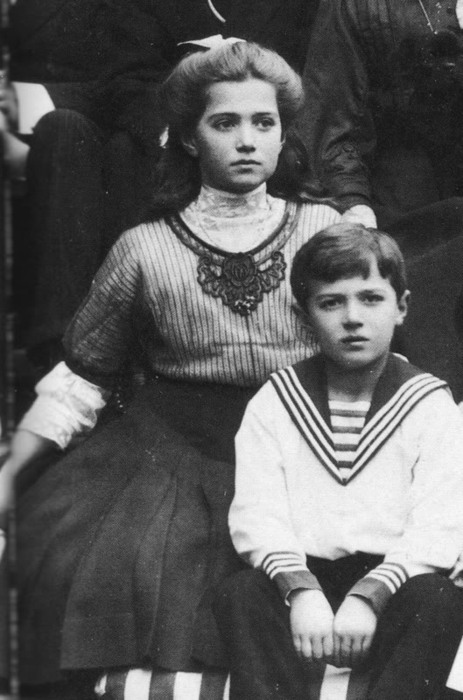
瑪麗亞·尼古拉耶芙娜和弟弟阿列克謝·尼古拉耶維奇·羅曼諾夫，拍攝於1910年

瑪麗亞·尼古拉耶芙娜跟她的母親一樣，可能擁有血友病的基因，如果她真的實現生兒育女的夢想，有可能會遺傳給下一代。亞歷山德拉·費奧多蘿芙娜皇后的一個兄弟、兩個侄子、一個叔叔和一個堂兄弟的兩個孩子都是血友病患者，就跟瑪麗亞·尼古拉耶芙娜的弟弟阿列克谢·尼古拉耶維奇·羅曼諾夫一樣。她的姑姑奧爾加·亞歷山德羅夫娜女大公後來接受專訪時指出，瑪麗亞·尼古拉耶芙娜在1914年12月進行扁桃體切除手術時，曾經大量出血。當時執刀的醫生感到相當的沮喪，甚至亞歷山德拉·費奧多蘿芙娜皇后必須命令他，醫生才能繼續進行手術。奧麗加·亞歷山德羅夫娜女大公認為4個侄女流的血都比正常人還多，所以相信她們都遺傳到了母親的血友病基因。帶有血友病的基因（本身不是血友病）會出現血友病的徵狀，包括凝血因子比一般人還少，將會導致分娩或外科手術時出現嚴重的出血。科學家在2009年針對皇室遺骸進行的DNA檢測證明，阿列克謝·尼古拉耶維奇·羅曼諾夫患有B型血友病，這是一種相當罕見的疾病。同樣的測試也證明他的母親與一個女兒也帶有這個疾病的基因。俄羅斯科學家確認帶有血友病基因的是阿納斯塔西婭·尼古拉耶芙娜，但是美國科學家則認為是瑪麗亞·尼古拉耶芙娜。

## 第一次世界大戰、革命與監禁

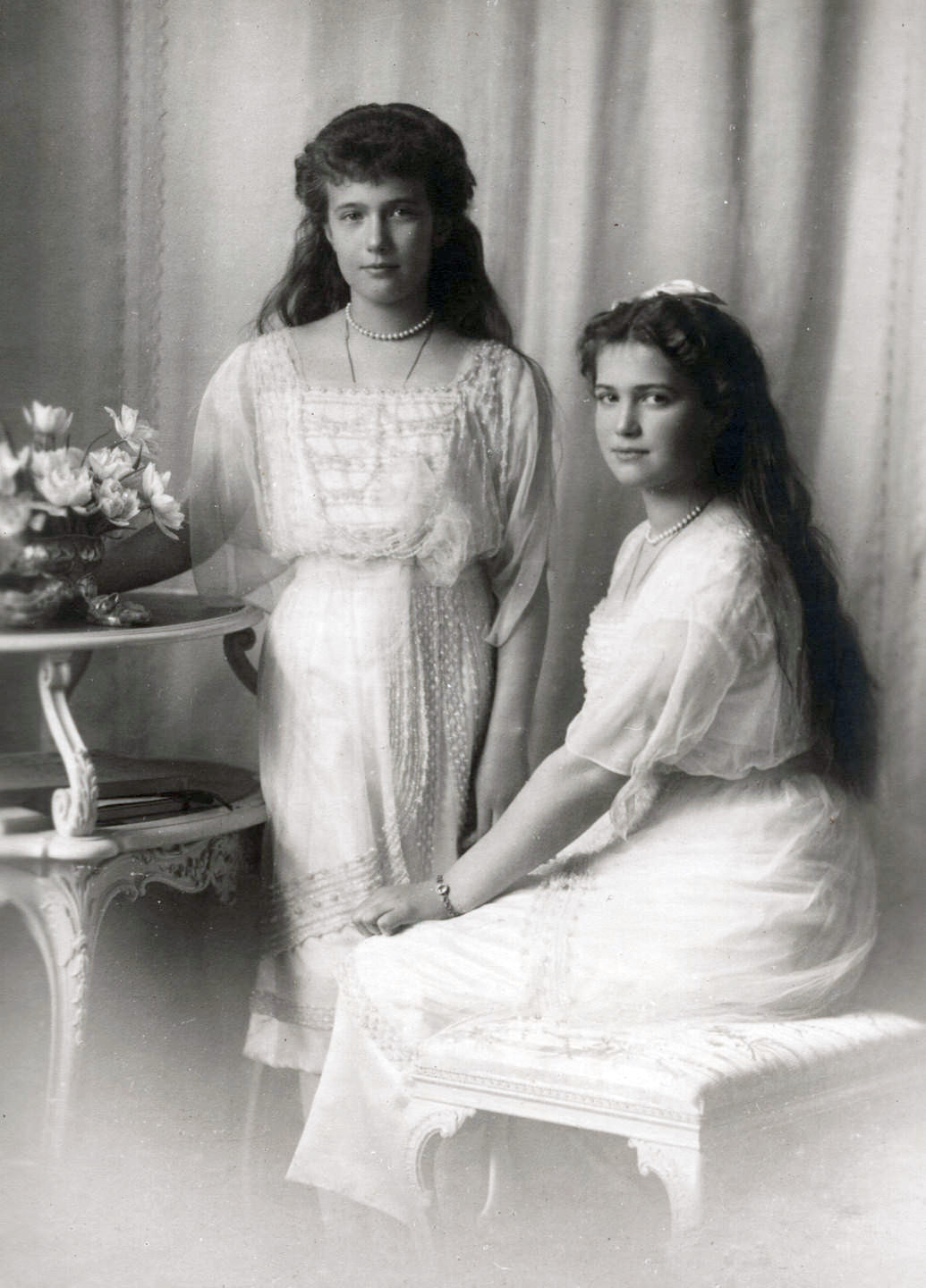
瑪麗亞與阿納斯塔西婭的正式肖像，攝於1914年

在第一次世界大戰期間，瑪麗亞與妹妹阿納斯塔西婭一同前往位於沙皇別墅（俄语：Ца́рское Село́）的私人醫院來探望受傷的士兵。雖然因為瑪麗亞與阿納斯塔西婭實在是太年輕了，所以她們無法像另外兩個姊姊與母親亞歷山德拉皇后一樣成為紅十字會的護士，不過她們與士兵們一起玩西洋跳棋與撞球，試圖來鼓舞他們的精神。一位名叫德米特里的傷兵在瑪麗亞的備忘錄上簽名，稱呼她為「著名的Mandrifolie」。
瑪麗亞與阿納斯塔西婭在戰爭期間還先後造訪一間育兒學校，並且幫忙照顧孩子。她寫信給父親說，她在用湯匙餵孩子與擦拭他們下巴沾到的稀粥時會聯想到他。在戰事稍停的期間，瑪麗亞、她的姐姐和母親有時會造訪位在莫吉廖夫戰爭指揮部的沙皇與阿列克謝。在造訪這裡期間，瑪麗亞受到沙皇指揮部的一名官員尼古拉·德米特里耶維奇·傑緬科夫所吸引。當瑪麗亞回到沙皇別墅後，瑪麗亞常常要求父親替她問候傑緬科夫，有時也會開玩笑地在她寫給沙皇的信上簽署「傑緬科夫夫人」。

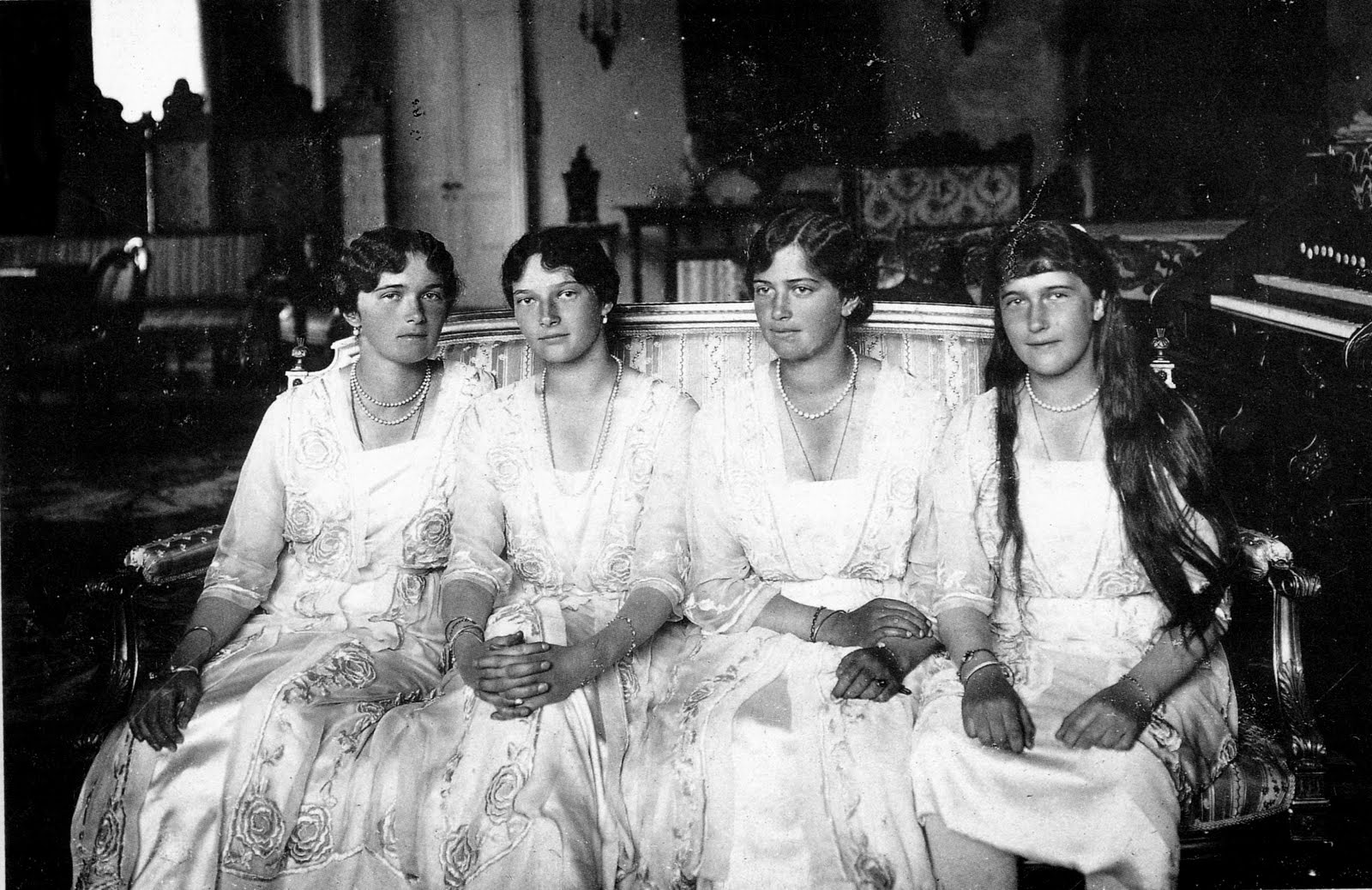
一張正式的皇室肖像照，攝於1915年或1916年

二月革命在1917年的春天於聖彼得堡爆發。在高度混亂的情況下，瑪麗亞與她的兄弟姐妹罹患了麻疹。亞歷山德拉皇后不願意將兒女遷移到加特契納安全的皇室住所，即使她受到這樣的建議。瑪麗亞是沙皇五個子女中最後染病的，當她身體依然健康的時候是亞歷山德拉皇后主要的幫手。瑪麗亞跟她的母親曾在1917年3月13日夜間走到皇宮外面懇求士兵繼續效忠皇室。17歲的瑪麗亞緊接著罹患致命的肺炎與麻疹，幾乎奪走她的生命。在她的身體開始好轉後，瑪麗亞才得知她的父親已經放棄王位了。
沙皇全家在沙皇別墅遭到逮捕，隨後被監禁在托博爾斯克與西伯利亞的葉卡捷琳堡。瑪麗亞試圖親近在沙皇別墅和托博爾斯克看守他們的守衛，很快的就知道他們的姓名與妻兒的資訊。瑪麗亞不了解當時危險的情況，她在托博爾斯克曾說，只要可以在沒有遭到監視的情況下去外面散步，她很樂意在那裡生活下去。不過瑪麗亞明白她仍然持續遭到監視。瑪麗亞和她的妹妹阿納斯塔西婭在1917年8月焚燒他們的信件和日記，因為他們擔心自己的財產將遭到搜查。
亞歷山德拉皇后選擇讓瑪麗亞陪伴沙皇尼古拉二世跟她一起前往葉卡捷琳堡，所以沙皇家庭成員在1917年8月曾短暫分離。根據男爵夫人索菲亞·布克斯赫夫登的說法，在這段監禁的期間內，瑪麗亞已經從一個小孩成為一個女人，亞歷山德拉皇后能感覺到她可以依賴三女兒來幫助她。因為奧麗加與阿納斯塔西婭仍是個小孩，所以她因為無法依靠她們而深感沮喪，而頭腦冷靜的塔季揚娜則需要照顧生病的弟弟。沙皇夫婦被迫與自己的孩子在托博爾斯克分開，因為瑪麗亞的弟弟阿列克謝生病了，其他四個孩子則待在葉卡捷琳堡幾個星期後才與家人會合。

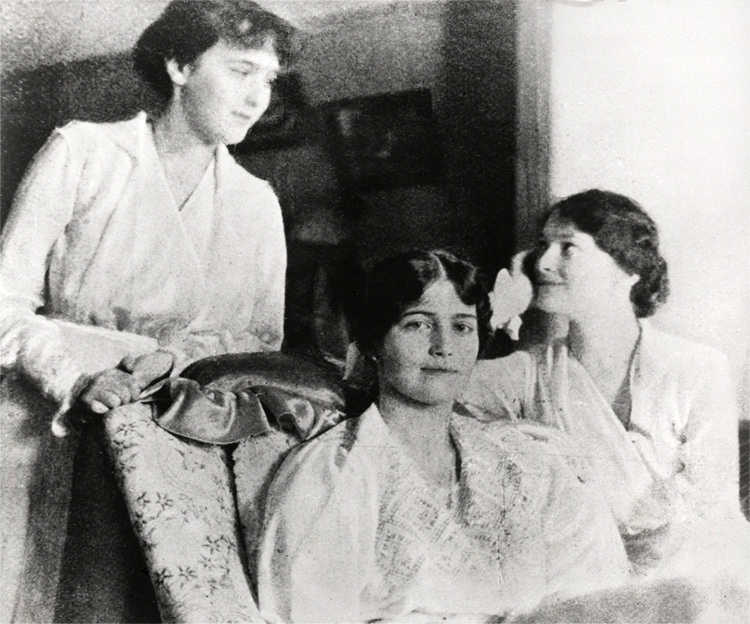
1917年春天被監禁在沙皇別墅中的阿納斯塔西婭大公、瑪麗亞大公與塔季揚娜大公

在她寫給其他留在托博爾斯克兄弟姐妹的信件中，瑪麗亞述說她對待在葉卡捷琳堡的皇室家庭受到新的限制對感到不安。伊帕切夫別墅（俄语：Дом Ипатьева）的守衛搜查她和她的父母，並警告他們將受到進一步的搜索。房屋四周架設木質的柵欄，為了限制他們觀察街道。「哦，現在一切是多麼的複雜」她在1918年5月2日寫道。「我們如此和平生活了8個月，現在這一切都將重新開始。」瑪麗亞試圖靠著親近伊帕切夫別墅守衛來消磨時間。她拿相簿裡面的照片給他們看，跟他們談論家人與自己在英國展開新生活的希望（如果她被釋放的話）。其中一個守衛亞歷山大·史翠柯京在他的回憶錄中說她「是一個喜愛生活樂趣的女孩」。另一個守衛則回憶起瑪麗亞豐滿美麗的身影，並說她沒有皇族的架子。一位前哨兵則指出，瑪麗亞常常遭到她的母親「嚴厲和憤怒的低聲」責罵，因為她對於葉卡捷琳堡的守衛顯然過於友善。史翠柯京後來寫道，他們之間的談話總是由皇室其中一個女孩起頭，「我們感到很無聊！在托博爾斯克總是有事情做。我知道了！試著猜猜這隻狗的名字！」十幾歲的女孩們走過哨兵的身邊，伴隨著耳語與傻笑的方式讓守衛認為她們在跟他調情。
一名守衛在其回憶錄寫道，有一次另一名守衛忘記自己的身分，在一次會議中向女大公說了一個黃色笑話。感到被冒犯的塔季揚娜從房間跑了出來，「臉色非常蒼白。」瑪麗亞看著該男子說：「你為什麼不會因為說出這種可恥的話感到噁心，難道你以為可以用這種字眼向一位出身名門的女孩求婚嗎，這會對你有幫助？作一位有教養與令人尊敬的男人，我們才能相處下去。 」一名21歲的守衛伊萬宣稱他打算與一位女大公結婚，如果沙皇夫婦拒絕的話，他自己會將她從伊帕切夫別墅拯救出來。

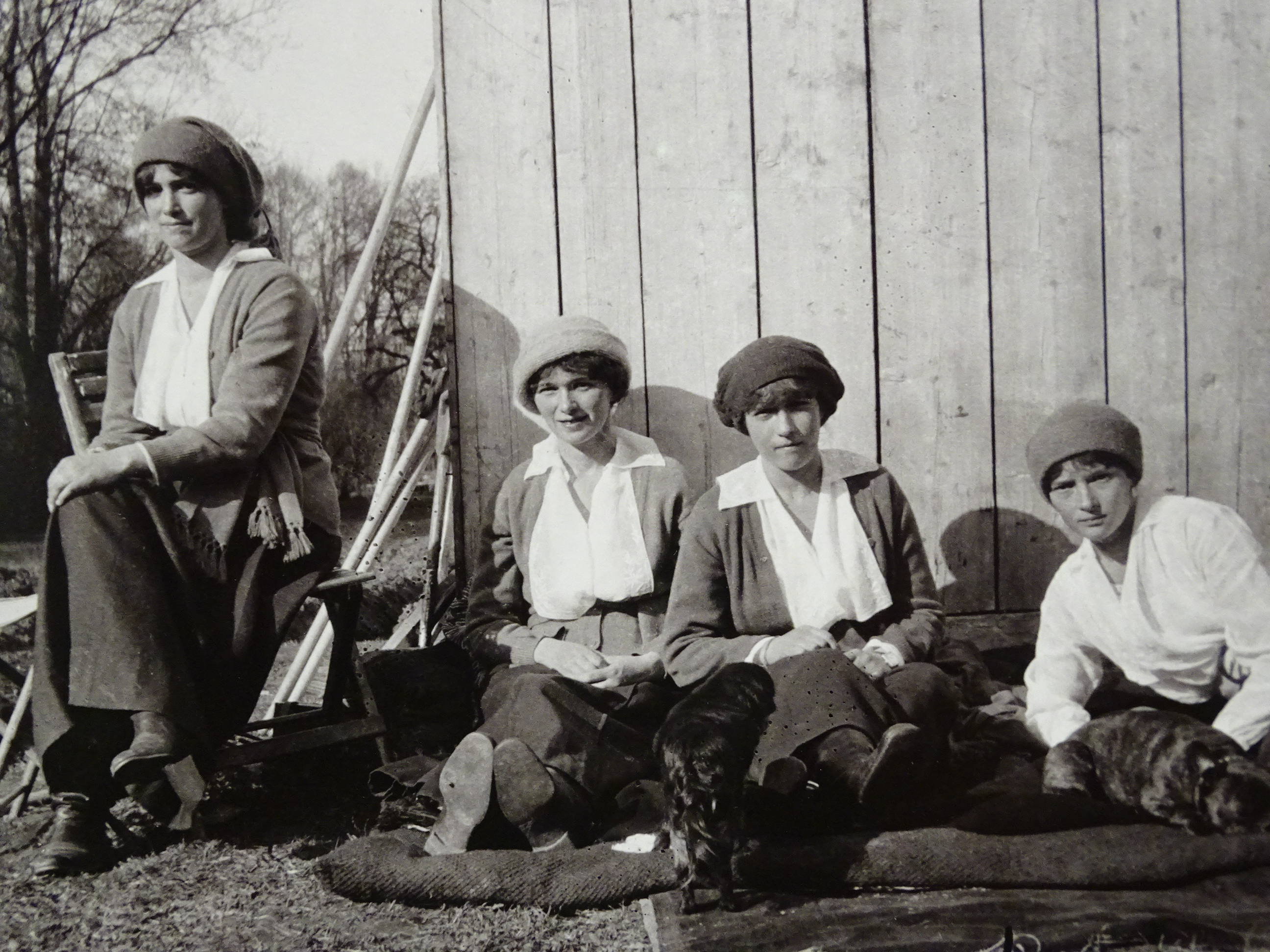
由左至右分別是瑪麗亞大公、奧麗加大公、阿納斯塔西婭大公與塔季揚娜大公，她們於1917年春天被監禁在沙皇別墅中

另一名守衛伊萬·斯科羅霍多夫在1918年6月26日偷偷挾帶一個生日蛋糕來慶祝瑪利亞的19歲生日。瑪麗亞與伊萬·斯科羅霍多夫從聚會中溜走，想要私下活動，後來他的兩位上司對房子進行突擊檢查時，發現他們正在一起。於是斯科羅霍多夫的職務遭到解除，而他與女大公之間的友誼與行為也被他的指揮官發現。幾個守衛在他們的回憶錄中寫道，塔季揚娜與她的姐姐奧麗加在事件發生後對瑪麗亞似乎感到非常氣憤，奧麗加甚至會躲開她。在這次事件發生後，一個新的命令開始生效，皇室家庭被禁止跟守衛太過親密，而他們的監禁情勢變得更加嚴酷。
1918年7月14日，葉卡捷琳堡當地的神父在私人教堂服侍皇室家庭，根據報導，塔季揚娜與她的家人違背習俗，下跪為死者祈禱。在隔天7月15日，瑪麗亞與她的姐妹們的精神似乎很好，因為她們彼此互開玩笑，移動自己房間裡的床，以便清潔婦可以擦洗地板。他們放下身段用手並屈膝來幫助清潔婦，而且當守衛不注意時會跟他們竊竊私語。四個女大公都穿著黑色的裙子，白色絲綢襯衫，與前一天穿的衣服一樣，她們的短髮「坍塌且雜亂」。他們誇口說，瑪麗亞是如此強壯，可以舉起阿列克謝，也告訴清潔婦她們多麼享受體力勞動，而且希望在伊帕切夫別墅有更多事可以做。1918年7月16日下午，瑪麗亞與她的父親及姐妹們在花園裡散步，當時守衛發現皇室家庭的精神狀態並無任何異常。當皇室家庭正在享用晚餐時，派遣隊首腦雅科夫·尤羅夫斯基（俄语：Яков Михайлович Юровский）走了進來，並宣布皇室的廚房男工14歲的列昂·尼德謝德涅夫（也是阿列克謝的玩伴），必須整理他的東西與一位皇室成員會合。這位男孩實際上被送到對面街道上的旅館中，因為守衛不想殺死他與羅曼諾夫皇室其餘的成員。沙皇全家不知道這是謀殺他們的計劃，並對謝德涅夫的缺席感到難過與不安，而謝德涅夫則與5名其他派遣隊的成員離開。波特金醫生與塔季揚娜當晚最後一次造訪尤羅夫斯基的辦公室，要求他將長期囚禁期間中逗樂阿列克謝的廚房男工送回來。尤羅夫斯基安撫他們，並且告訴她，男孩很快就會回來，但沙皇全家並不相信。

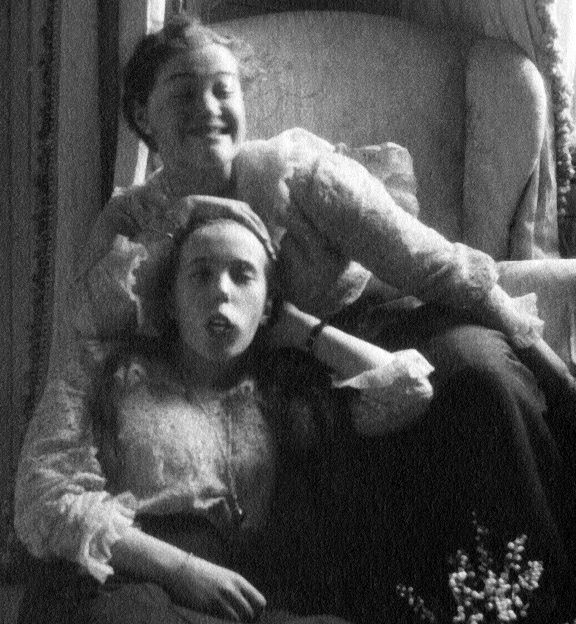
瑪麗亞大公與阿納斯塔西婭大公對著照相機扮鬼臉，攝於1917年

7月16日當天，尼古拉二世沙皇全家在深夜被叫醒，守衛要求他們下樓集合，因為城鎮非常動盪不安，為了他們的安全著想，要將他們遷移到新的地方。沙皇全家從他們的房間中取出枕頭、袋子與其他物品，好讓亞歷山德拉皇后與阿列克謝感到比較舒適。阿納斯塔西婭則帶著一隻名為吉米的哈巴狗，這是三隻沙皇全家飼養的狗當中的一隻。當他們看到放置於樓梯平台的母熊與幼熊標本時，沙皇全家停頓了一下，並用手憑空劃出十字，或許是一個尊重死者動作。尼古拉二世告訴僕人與家人說「嗯，我們將要離開這個地方。」他們詢問守衛問題，但是似乎沒有察覺他們即將被殺死。尤羅夫斯基曾是一名專業攝影師，指揮沙皇全家分散在不同的位置展現出攝影師的功力。亞歷山德拉皇后說自己與阿列克謝需要椅子，並且坐在她兒子的左側。沙皇站在阿列克謝的後面，波特金醫生則站在沙皇的右側，瑪麗亞與她的姐妹們及僕人一起站在亞歷山德拉皇后的後面，沙皇全家離開約半小時進行進一步準備。他們在這段時間內很少說話，但是亞歷山德拉皇后以英文低聲對女孩們交談，違反了守衛的規定，因為他們必須使用俄語來交談。1918年7月17日凌晨，尤羅夫斯基進入房間，命令他們站著，並且宣讀執行死刑的判決。在尤羅夫斯基下令開槍殺死他們之前，瑪麗亞與她的家人只有時間去發出幾個不連貫驚嚇或抗議的聲音。
第一波炮火殺死沙皇尼古拉二世、皇后及兩位男傭人，並導致家庭醫生與皇后婢女受傷。瑪麗亞試圖從房間後面的門來逃走，它通往一個存儲區，但是這扇門遭到封死。她發出的音響引起喝醉酒的軍事委員彼得·埃爾馬科夫的注意。由於在短時間內有許多武器開火，且因子彈擊中牆壁上的石膏，所以房間內佈滿濃煙，所以槍手只能藉著地上的屍體辨認有誰仍然活著。埃爾馬科夫向瑪麗亞開火，子彈擊中了她的大腿。她與阿納斯塔西婭及傑米多娃倒在地上，然後躺在那裡呻吟。槍手隨後離開房間幾分鐘讓濃煙散去，然後回來殺死波特金醫生，阿列克谢·尼古拉耶维奇、奧麗加與塔季揚娜大公。埃爾馬科夫然後翻開受傷的瑪麗亞與仍然安然無恙的阿納斯塔西婭。他與瑪麗亞扭打並試圖用刺刀殺死她，但是縫製在衣服裡的珠寶保護著她，於是他說他最後向她的頭部開槍，但幾乎可以肯定瑪麗亞的頭骨並沒有子彈造成的傷口。也許喝醉酒的埃爾馬科夫只造成頭皮受傷，導致她失去意識並造成相當大量的出血，因此埃爾馬科夫認為他已殺死她。然後他與阿納斯塔西婭扭打，他也聲稱對她的頭部開槍。當屍體從房屋裡移出時，瑪麗亞恢復意識並放聲尖叫。埃爾馬科夫試圖再次刺傷她，但是沒有成功，於是他殴打她的臉，直到她不再發出聲音。瑪麗亞頭骨的臉部的確遭到破壞，但尤羅夫斯基寫道，他們在埋葬地點用槍托破壞被害人的臉。雖然瑪麗亞毫無疑問與她的家人一起遭到殺害，不過確切的死亡原因仍是一個謎。

## 倖存的傳聞與發現墳墓

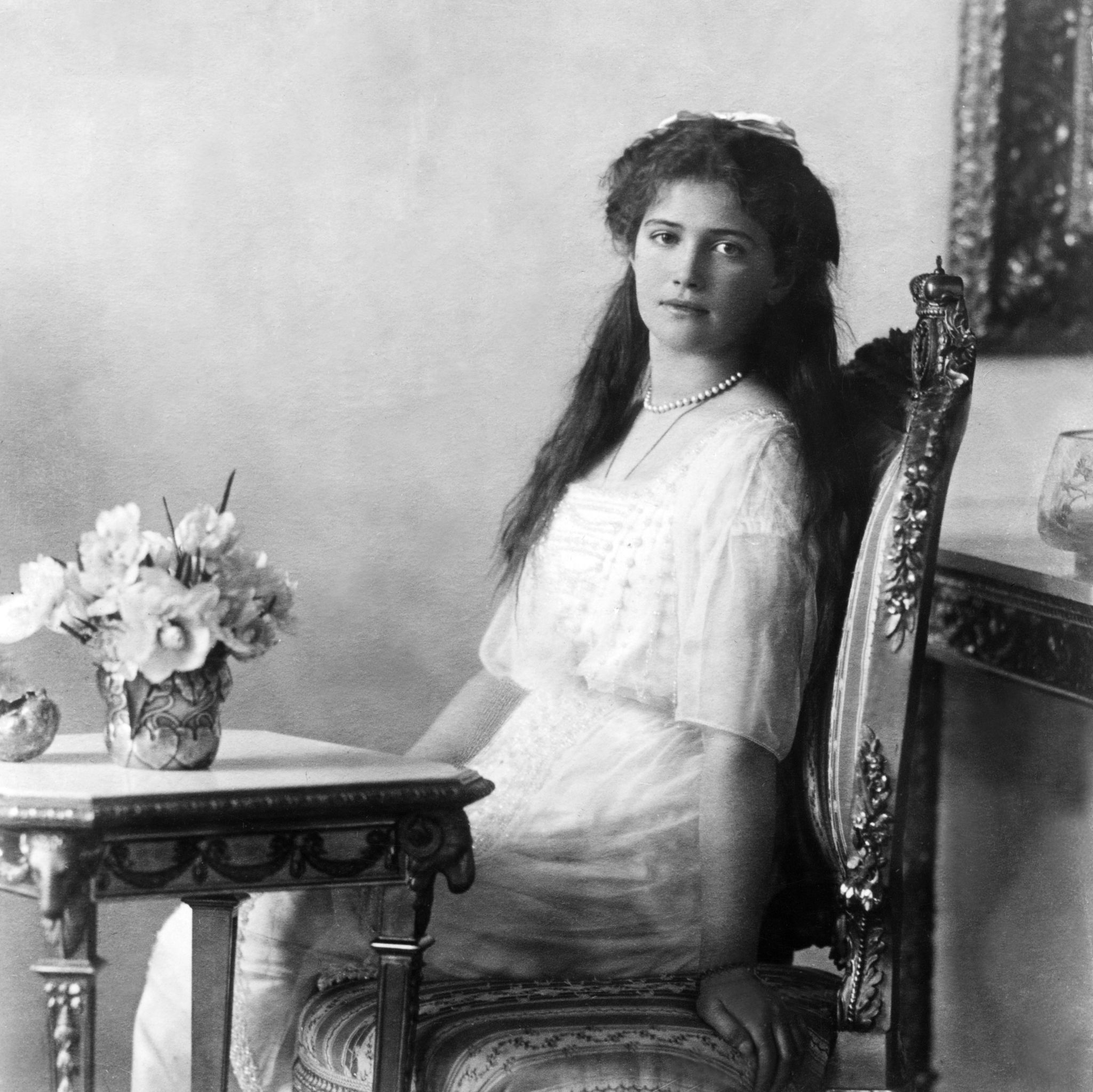
瑪麗亞的正式肖像，攝於1914年

根據一些守衛的紀錄顯示，他們可能有機會去拯救一個或多個倖存者。尤羅夫斯基要求守衛來到他的辦公室，並交出暗殺沙皇全家後所盜取的物品。據說受害者的屍體有一段時間是在放置在無人看管的卡車、地下室或房子的走廊上。有一些守衛並沒有參加謀殺行動，並且因為同情女大公，所以跟地下室的屍體待在一起。
據說至少有兩位女大公在他們首次攻擊皇室家庭時倖存下來。這兩位女大公分別是瑪麗亞和阿納斯塔西婭，當守衛將女大公帶往等待中的卡車時，她們「坐起來尖叫」，然後她們再度遭到攻擊。曾有人宣稱瑪麗亞大公其實倖存下來，並未遭到殺害。一個名叫亞歷斯·布利米耶的人宣稱自己是瑪麗亞的孫子「亞歷斯·德茹·德·波旁－孔代·羅曼諾夫-魯克王子」。他說瑪麗亞逃到羅馬尼亞，結了婚並有一個女兒：奧爾加·貝婭塔。然後據說奧爾加·貝婭塔結婚後生下一個名為「亞歷克斯王子」的兒子。多爾戈魯基家族和俄羅斯貴族後代聯盟在1971年藉由比利時法院控告布利米耶，他最後被判處18個月的徒刑。還有兩個年輕的女子分別宣稱自己是瑪麗亞與阿納斯塔西婭，並說她們在1919年時被烏拉山上的一名教士所收留，並在當地成為修女，直到1964年去世為止。她們墓碑上的名字分別是瑪麗亞與阿納斯塔西婭·尼古拉耶芙娜。
加布里埃爾·路易斯·杜瓦爾最近寫了一本書《沙皇家庭的一位公主》，聲稱領育他的祖母「阿林娜奶奶」可能就是瑪麗亞女大公。根據杜瓦爾的說法，阿倫娜奶奶嫁給了一個名叫弗蘭克的人並移民到了南非，後來與家人住在一起直到1969年去世為止。她的屍體後來被挖掘出來，但是DNA狀況不佳所以無法確定是否與皇室的DNA相符。大多數歷史學家聲稱瑪麗亞或其他的皇室成員曾在這次謀殺中倖存下來。英國海軍元帥路易斯·蒙巴頓，第一代緬甸的蒙巴頓伯爵直到他在1979年遭到暗殺為止，他的床邊都擺放著一張瑪麗亞照片來紀念她。
幾具屍體在1991年從葉卡特林堡郊外的樹林中的大墳墓被挖掘出來，歷史學家認為這些屍體是尼古拉二世全家與他們的僕人。這個墓地在將近十年前就被發現了，不過這個消息被刻意隱瞞著，以免被當時統治蘇聯的共產黨政府得知。開挖之後，挖掘者發現原本應該埋藏11具遺體（尼古拉二世、亞歷山德拉皇后、阿列克謝王儲、四位女大公：奧麗加、塔季揚娜、瑪麗亞與阿纳斯塔西娅、他們的家庭醫師波特金、僕人阿列克謝·特魯普（Алексей Егорович Трупп）、廚師伊凡·克利托諾夫（Иван Харитонов）與亞歷山德拉皇后的女傭安娜·黛米多娃）的墳墓只剩下9具遺體。根據後來法庭專家威廉·莫普勒斯（William Maples）博士的調查，阿纳斯塔西娅的屍體並未出現在這個墓地中。然而俄羅斯科學家對此提出質疑，認為應該是瑪麗亞女大公的屍體不見了。這些俄羅斯科學家使用電腦程式來比對阿纳斯塔西娅的照片與墳墓中這些屍體的頭骨來鑑定阿纳斯塔西娅。他們藉著估計這些頭骨的高度與寬度來推論到底是誰的屍體不見了，但是美國科學家認為這個方法並不精確。俄羅斯的法庭專家認為，沒有任何一個頭骨的門牙之間的縫隙與瑪麗亞一樣。
美國科學家認為遺失的屍體應該是阿纳斯塔西娅，因為沒有任何一具女性骨骼顯示出未成年的跡象，例如不成熟的鎖骨、隱藏的智齒與不成熟背部脊椎骨，這些特徵是這些科學家預期會在17歲的女孩身上發現。當這些皇室的遺體在1998年被埋葬後，一具大約5呎7吋高（170公分）的屍體以阿纳斯塔西娅的名義埋葬在墓地中，但是瑪麗亞在遇害前6個月與姐姐們一起拍攝的照片顯示她比阿纳斯塔西娅高了幾吋，也比姊姊奧麗加還高。然而骨骼的高度只能估計，因為有一些骨頭被砍掉了，且部分的骨骼也遺失 。由於牙齒和大部份的下顎在幾個頭骨上都不見蹤影，所以俄羅斯科學家認為墳墓中的遺體是阿纳斯塔西娅，而不是瑪麗亞，沒有任何一個頭骨的門牙之間的縫隙與瑪麗亞一樣，美國科學家也發現同樣的問題。

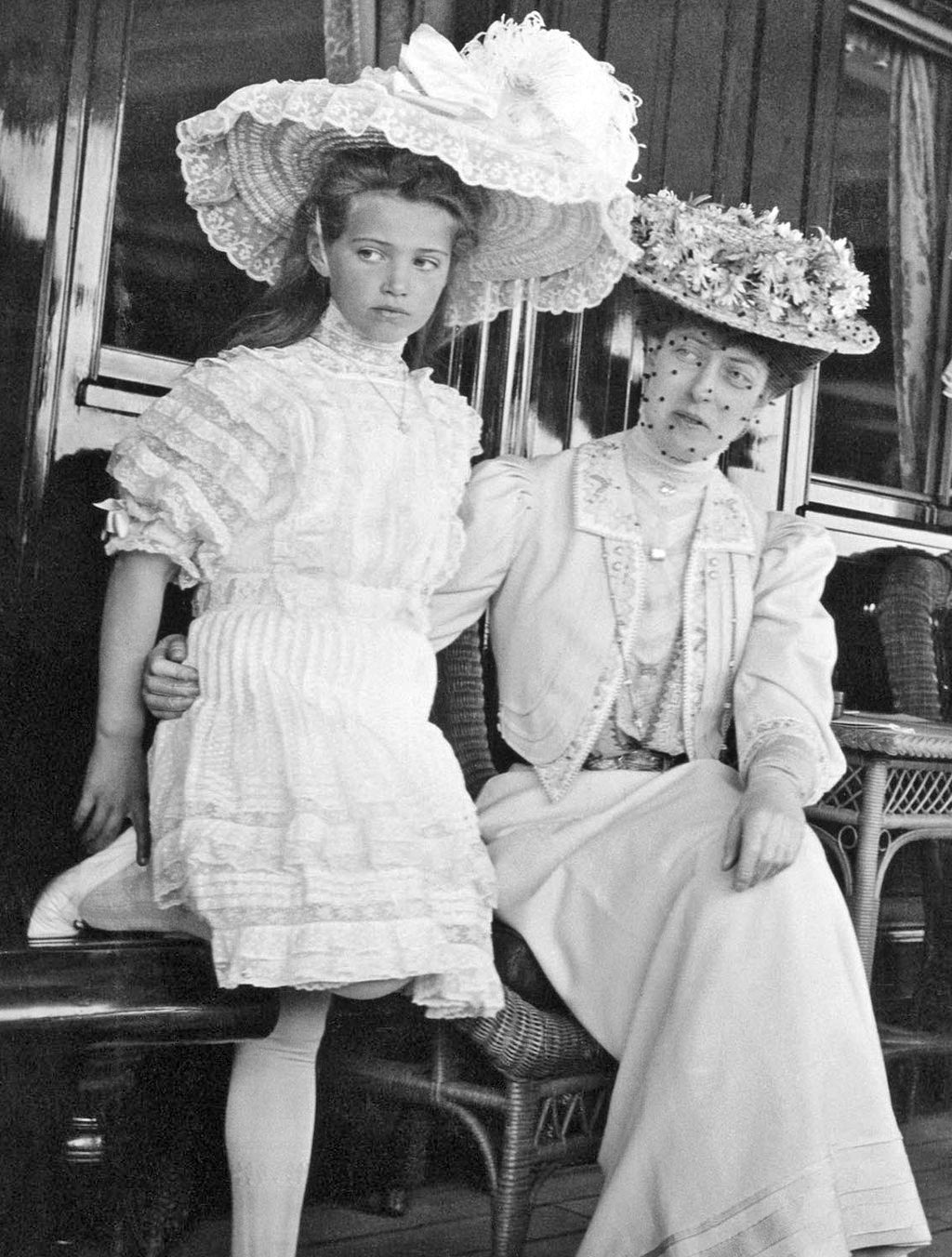
瑪麗亞與表姑英王爱德华七世之女维多利亚公主，攝於1908年

科學家在這些骨骼中萃取出粒線體DNA，並與尼古拉二世親戚的粒線體DNA來加以比較，包括亞歷山德拉·費奧多蘿芙娜的親戚菲利普亲王。科學家發現這些骨骼的粒線體DNA與皇室親戚互相吻合。科學家相信粒線體DNA足以證明這些骨骼就是屬於尼古拉二世全家與他們僕人。雅科夫·尤羅夫斯基與監督這次屠殺的上級長官編寫了報告「尤羅夫斯基筆記」，記錄到他們把兩具遺體搬移到一處秘密的地區來焚燒。如果白軍發現這處墓地，將會因為遺體數目有誤而懷疑這些遺體是否屬於尼古拉二世全家。一些法庭專家相信尤羅夫斯基的人馬無法這如此短暫的時間中將這兩具遺體焚燒的如此徹底。在接下來的數十年當中，許多人在這個地區進行的研究仍然無法發現一個火葬地或是這兩具失蹤的皇室成員遺體。
然而在2007年8月23日，一位俄羅斯考古學家宣佈在葉卡捷琳堡附近的一處營火地發現兩具被焚燒不完全的屍骨，而且這個地點符合尤羅夫斯基回憶錄中所描述的。這位考古學家說這些屍骨是一位年紀大約在10到13歲的男孩與一位年紀界於18與23歲之間的年輕女子。瑪麗亞在遇難時的年紀是19歲又過1個月，而妹妹阿纳斯塔西娅的年紀則是18歲1個月，阿列克謝則還差兩個星期才滿14歲。瑪麗亞的大姊奧麗加與二姊塔季揚娜當時分別是22歲與21歲。這位考古學家在這兩具屍體附近發現了一個裝著硫酸的容器碎片、釘子、屬於一個木製盒子的金屬條與不同口徑的子彈。「這些屍骨是由金屬探測與金屬棒來發現的。」
俄羅斯法院的科學家於2007年12月下旬開始進行測試，並在2008年1月22日宣佈：經過初步的測試顯示這些骨骸有「高度的可能性」是屬於阿列克謝皇儲與他的一位姊姊所有。經過DNA測試後，他們在2008年4月30日宣佈確認這些遺骸為阿列克謝皇儲與一位年輕女子，俄羅斯科學家確認這位年輕女子為瑪麗亞。愛德華·羅塞爾是莫斯科以東900英里地區的政府官員，他說美國實驗室所做的測試已確定那些碎片屬於阿列克謝與瑪麗亞所有。2009年3月公佈的DNA檢測結果確認這兩個在2007年被發現的屍體屬於維奇羅曼阿列克謝與一位女大公。羅塞爾說：「這證實了屍體屬於這些孩子們，我們現在已經找到了全部的皇室成員。」

## 聖徒
瑪麗亞與她的家人在2000年被俄羅斯正教會封為受難者，在這之前尼古拉二世全家已經在1981年被俄羅斯海外正教會封為神聖的殉道者。他們同時也封皇家的僕人與被蘇聯壓迫的犧牲者為殉道者，這次封聖的行為引起俄羅斯海內外教會的爭議。反對者認為沙皇尼古拉二世明顯是一位懦弱的統治者，認為他的行為導致了布爾什維克黨所引發的革命。不過一名海外俄國東正教的教士則指出殉道跟當事人的作為沒有關係，是與他或她為何被殺有關。俄羅斯國內的東正教會則不認為沙皇全家能被歸類為殉道者，因為他們並非因為自己的宗教信仰而遇難的。
宗教的領導者們也拒絕為沙皇全家封聖，因為作為一位懦弱的沙皇就算不完全導致革命的發生與人民的苦難，至少也要為自己與妻女的遇難承擔一部分的責任。對於這些反對者而言，沙皇在私生活上是個好人、一個體貼的丈夫與慈愛的父親，雖然這對他統治俄羅斯的幫助不大。
俄羅斯國內的東正教會最後封沙皇一家為受難者，或是以謙恭來面對死亡的基督徒。支持者則指出早就有沙皇及皇太子被封為受難者的先例了，例如在16世紀末被殺的迪米崔太子（Дмитрий Иванович），
所以瑪麗亞與她的家人被封聖並非特例。他們提到沙皇全家對於宗教的虔誠與亞麗珊德拉皇后及奧爾嘉大公在遇難前祈禱且試圖在胸前劃一個十字的紀錄。不過皇室的僕人並沒有在西元2000年時被俄羅斯的東正教會封聖。尼古拉二世、亞麗珊卓皇后與3位女兒的遺體於1998年7月17日被埋葬在聖彼得堡的聖彼得暨聖保羅座堂（Петропа́вловский собо́р）中，當時正好是他們遇難80週年。

### 出处
1. ↑  Kurth (1983), p. xiv
2. ↑  Klier and Mingay (1995), p. 203
3. 1 2  . CNN. 2009-03-11  [2010-12-03]. （原始内容存档于2015-11-03）.
4. ↑  Massie (1967), p. 132
5. 1 2  Eagar, Margaret. . alexanderpalace.org. 1906  [2006-12-12]. （原始内容存档于2017-08-06）.
6. ↑  Christopher, Kurth, Radzinsky (1995), pp. 88–89
7. ↑  Zeepvat, (2004), p. xiv
8. 1 2  Massie (1967), p. 133
9. ↑  Kurth (1983), p. 138
10. ↑  Maylunas and Mironenko (1997), p. 337
11. ↑  Dehn, Lili. . alexanderpalace.org. 1922  [2007-03-20]. （原始内容存档于2017-07-26）.
12. 1 2  Buxhoeveden, Baroness Sophie. . alexanderpalace.org.   [2007-03-20]. （原始内容存档于2021-02-13）.
13. ↑  Massie, p133
14. ↑  Mironenko and Maylunas (1997), p. 463
15. 1 2  King and Wilson (2003), p. 49
16. ↑  Maylunas and Mironenko (1997), p. 336
17. ↑  Massie (1967), pp. 199-200
18. ↑  Maylunas and Mironenko (1997), p. 314
19. ↑  Maylunas and Mironenko (1997), p. 321
20. 1 2  Maylunas and Mironenko (1997), p. 330
21. ↑  Radzinsky (2000), p. 139
22. ↑  Massie (1967), p. 208
23. ↑  Maylunas, Andrei, Mironenko, et al. (1997), p. 330
24. ↑  Moss, Vladimir (2005). "倖存的傳奇故事 （页面存档备份，存于）".  St. Michael's Press.  於2007年2月21日查閱
25. ↑  Radzinsky (2000), pp. 129–130
26. ↑  Mager, Hugo. "Elizabeth: Grand Duchess of Russia," Carroll and Graf Publishers, Inc., 1998
27. ↑  Christopher, Kurth, Radzinsky (1995), p. 115
28. ↑  Christopher, Kurth, Radzinsky (1995), p. 116
29. ↑  Maylunas, Andrei, Mironenko, et al. (1997), p. 489
30. ↑  Maylunas and Mironenko (1997), p. 507
31. ↑  Maylunas and Mironenko (1997), p. 511
32. ↑  Vorres (1965), p. 115.
33. ↑  Zeepvat, p. 175
34. ↑  Kurth (1983), p. 417.
35. ↑  Bokhanov et al. (1993), p. 125
36. ↑  Bokhanov et al., p. 125
37. 1 2  Christopher et al. (1995), p. 180
38. ↑  Maylunas and Mironenko (1997), p. 613
39. ↑  Maylunas and Mironenko (1997), p. 618
40. 1 2  King and Wilson (2003), p. 238
41. ↑  King and Wilson (2003), p. 240.
42. ↑  King and Wilson (2003), p. 242
43. ↑  King and Wilson (2003), p. 243
44. ↑  King and Wilson (2003), pp. 242-247
45. ↑  King and Wilson, p. 276
46. ↑  Rappaport, The Last Days of the Romanovs, p. 172
47. ↑  Rappaport, The Last Days of the Romanovs, p. 180.
48. ↑  Rappaport, The Last Days of the Romanovs, pp. 184-189
49. ↑  King and Wilson (2003), pp. 303-310, 434.
50. ↑  King and Wilson (2003), p. 314
51. ↑  Massie (1995), p. 148
52. ↑  Massie (1995), p. 146
53. 1 2  George Negus Tonight. . abc.net.au. 2004  [2006-12-18]. （原始内容存档于2006-12-19）.
54. 1 2  Massie (1995), p. 67
55. ↑  Massie (1995), p. 67
56. 1 2  King and Wilson (2003), p. 251
57. ↑  King and Wilson (2003), p. 434.
58. 1 2  Radzinsky (1992), pp. 380-393
59. ↑  King and Wilson, p. 468
60. ↑  King and Wilson (2003), p. 469.
61. ↑  Eckel, Mike. . yahoo.com. 2008  [2008-04-30]. （原始内容存档于2008-05-01）.
62. 1 2  Massie (1995), p. 134
63. ↑  Shevchenko, Maxim. . Nezavisemaya Gazeta. 2000  [2006年12月10日]. （原始内容存档于2005年8月24日）.

### 书目
- Bokhanov, Alexander, Knodt, Dr. Manfred, Oustimenko, Vladimir, Peregudova, Zinaida, and Tyutyunnik, Lyubov (1993). The Romanovs: Love, Power, and Tragedy. Leppi Publications. ISBN 0-9521644-0-X
- Christopher, Peter, Kurth, Peter, and Radzinsky, Edvard (1995) Tsar: The Lost World of Nicholas and Alexandra. Little Brown and Co. ISBN 0316507873
- King, Greg and Wilson, Penny (2003) The Fate of the Romanovs. John Wiley and Sons, Inc. ISBN 0-471-20768-3
- Klier, John and Mingay, Helen (1995). The Quest for Anastasia: Solving the Mystery of the Last Romanovs. Birch Lane Press Book. ISBN 1-55972-442-0
- Kurth, Peter (1983). Anastasia: The Riddle of Anna Anderson. Back Bay Books. ISBN 0-316-50717-2
- Mager, Hugo (1998). Elizabeth: Grand Duchess of Russia. Caroll and Graf Publishers, Inc. ISBN 0-7867-0678-3
- Massie, Robert K. (1967). Nicholas and Alexandra. Dell Publishing Co. ISBN 0440163587
- Massie, Robert K. (1995). The Romanovs: The Final Chapter. Random House. ISBN 0-394-58048-6
- Maylunas, Andrei and Mironenko, Sergei, editors; Darya Galy, translator (1997). A Lifelong Passion: Nicholas and Alexandra: Their Own Story. Doubleday, ISBN 0-385-48673-1
- Rappaport, Helen (2008). The Last Days of the Romanovs. St. Martin's Griffin. ISBN 978-0312-60347-2.
- Radzinsky, Edvard (1992). The Last Tsar. Doubleday. ISBN 0-385-42371-3
- Radzinsky, Edvard (2000). The Rasputin File. Doubleday. ISBN 0-385-48909-9
- Vorres, Ian (1965), The Last Grand Duchess, Scribner. ASIN B0007E0JK0, p. 115

## 外部連結
- 尼古拉二世全家被暗殺的調查資料 （页面存档备份，存于）
- 尼古拉二世全家的影音圖書館 （页面存档备份，存于）